# Sværholt-Halbinsel

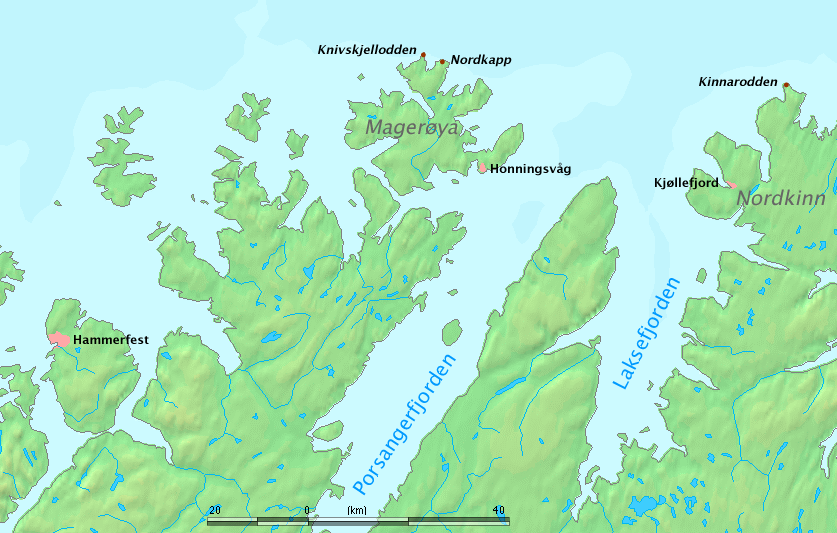
Lage der Sværholt-Halbinsel zwischen Porsanger- und Laksefjord

Die Sværholt-Halbinsel liegt im Fylke Finnmark in Nord-Norwegen zwischen dem Porsangerfjord im Westen und dem Laksefjord im Osten. Die Halbinsel liegt auf dem Gebiet der Kommunen Nordkapp, Porsanger und Lebesby. 
An der Nordspitze der Halbinsel liegen der Vogelfelsen Sværholtklubben sowie Sværholt, wo während des Zweiten Weltkrieges eine deutsche Verteidigungsstellung lag. Abgesehen von Übungsschüssen kam sie jedoch nicht zum aktiven Einsatz.